# China Resources Gas
China Resources Gas Group (CR Gas) — китайская компания, управляющая городскими газораспределительними сетями, работает в 257 городах в 22 провинциях КНР. Штаб-квартира расположена в Гонконге (China Resources Building), входит в крупный государственный конгломерат China Resources. В списке крупнейших компаний мира Forbes Global 2000 за 2021 год заняла 1360-е место (1372-е по размеру выручки, 968-е по чистой прибыли, 1458-е по рыночной капитализации).

## История
Компания была основана в 2008 году в Гонконге. Крупнейшим акционером China Resources Gas является China Resources Company (61,46 % акций); значимый пакет акций имеется у американской инвестиционной компании Capital Group Companies (6,88 %).

## Деятельность
За 2020 год компанией было продано 29 млрд кубометров бытового газа 41,84 млн клиентам; 51 % продаж приходится на промышленные предприятия, 24 % — на домохозяйства, 20 % — на коммерческие структуры. Основные потребители находятся в восточной части КНР; источниками газа являются три газопровода от месторождений в западной части страны, два газопровода из России, газопроводы из провинции Сычуань и из Мьянмы, а также 20 терминалов по приёму сжиженного газа государственного газотранспортного монополиста PipeChina.
Подразделения по состоянию на 2020 год:
- Продажа и распределение газа — выручка 41,8 млрд гонконгских долларов.
- Подключение потребителей — выручка 9,97 млрд долларов.
- Продажа газового оборудования — выручка 0,37 млрд долларов.
- Проектные и строительные работы — выручка 0,69 млрд долларов.
- Газовые автозаправки — выручка 2,98 млрд долларов.